# Église communautaire métropolitaine de Toronto
L'Église communautaire métropolitaine de Toronto est une congrégation du mouvement de l'Église communautaire métropolitaine située à  Toronto (Ontario) au Canada.  L'ECM de Toronto a joué un rôle clé dans la réflexion et l'instauration du mariage gai au Canada.